# Shannon Larratt
Shannon Larratt (29 de septiembre de 1973 – 15 de marzo de 2013) era un artista y escritor canadiense, creador, director y editor de BMEzine, una revista electrónica que destaca por la cobertura de las modificaciones corporales extremas. Publicó varios libros, entre ellos ModCon: The Secret World of Extreme Body Modification. También era programador de computadoras, productor de cine y empresario.

## Biografía
Shannon Larratt nació el 29 de septiembre de 1973, en Victoria (Columbia Británica), Canadá. Desde niño sintió atracción por las perforaciones y las modificaciones del cuerpo. Su padre trabajaba en un negocio de pizzas y Larratt siempre lo acompañaba, según su propio testimonio, se sentía cautivado por toda la gente, porque todos eran «diferentes».
Cuando Steve Haworth, un artista de modificaciones y pionero en varias técnicas empezó a realizar implantes, Larratt también vio la oportunidad de abrirse en el campo de las modificaciones corporales. Finalmente, Larratt se sometió a una modificación y de allí en adelante, empezó a practicar con los implantes subdérmicos en 1994.
Larratt sufría de miopatía, murió el 15 de marzo de 2013, aparentemente por suicidio.

## BMEzine
Larratt fundó BMEzine en 1994. En 2002, fue el anfitrión del primero de varios videos virales, llamados BME Pain Olympics. En septiembre de 2007, había cuestiones legales sobre la propiedad de BMEzine. Larratt afirmó estar fuera de BMEzine, IAM y su blog personal, Zentastic. 
En mayo de 2008 Laratt publicó en el blog de BME que él ya no estaría trabajando para BMEzine, y que la propiedad de BMEzine sería transferida a su exesposa, Rachel Larratt. En agosto de 2012, comenzó a escribir una vez más para ModBlog.

## Apariciones
- Escribió para varias revistas y periódicos, entre ellos, VideoText Journal, Wired, io9, Tattoo Savage, The Gargoyle, The Picture, Piercing Bible, Stuff, Fetish, Friday, GQ, Details, DS, Fashion Theory, CyberZone, Biba, Unity, Tatowier, Nyan2club, Skin&Ink, NetGuide, the Net, Playgirl, entre otros.
- Shannon había aparecido en varios programas de televisión y radio, incluyendo TLC, Discovery Channel, Richler Ink, entre otros.[6][7]
- Shannon aparece en la introducción de la película Clerks II', junto con su exesposa Rachel.[8]

## Obras
- I Am The Strength Of Art, with portraits by Philip Barbosa, 2000 ASIN B00DD3DCC4
- ModCon: The Secret World of Extreme Body Modification, with portraits by Philip Barbosa, 2002 ISSN 978-0973008005
- Opening Up: Body Modification Interviews 1995-2008. 2008, ASIN B005D2X5XY
- MEET TOMMY: An Exploration of Private Body Modification and Play, 2012 ISBN 9780988787216